# Dobutamin
A dobutamin szintetikus, szimpatomimetikus hatású amin, szerkezetileg az izoproterenollal és a dopaminnal rokon vegyület, melynek a racém változatát alkalmazzák, amely szerkezeti analógja az Izoprenalinnek.
A terápiában szívelégtelenség és a kardiogén sokk kezelésére használják.
Elsődleges mechanizmusa a β1 receptor közvetlen ingerlésével a szimpatikus idegrendszerre hat.
Alacsony perctérfogattal járó szívelégtelenség kezelésében a szívműködés pozitív inotrop támogatására szívizom infarktus, nyitott szívműtétek, cardiomyopathia, szeptikus sokk és kardiogén sokk esetén használják.
Emellett közvetett kronotrop hatással is rendelkezik a perifériás vasodilatatio révén. 

## Farmakológia
A pozitív inotropia főleg a cardialis b1-, kisebb mértékben az a1-receptorokra gyakorolt agonista hatással magyarázható, ami enyhe kronotrop hatást fejt ki a perifériás erekre, de ez a hatás kevésbé kifejezett, mint más katekolaminok esetében. A szívizom kontraktilitásának fokozásával a dobutamin növeli a cardialis verőtérfogatot és a perctérfogatot, csökkenti a kamrai töltőnyomást, a teljes szisztémás és a kisvérköri vascularis rezisztenciát. A dobutaminnak a perifériás b2-, kisebb mértékben az a2-receptorokra is van agonista hatása. A farmakológiai profilnak megfelelően pozitív inotrop hatás, valamint a perifériás érrendszerre gyakorolt hatás is fellép, amelyek azonban más catecholaminokhoz képest kevésbé kifejezettek. A haemodinamikai hatások dózisfüggőek: a szív perctérfogata elsősorban a verőtérfogat növekedésével nő, a szívfrekvencia növekedését elsősorban nagyobb adagoknál figyelték meg. A balkamrai telődési nyomás és a szisztémás érellenállás csökken, nagyobb adagok hatására a pulmonális érellenállás is csökken. Esetenként a szisztémás érellenállás kismértékben növekedhet, a vérnyomás növekedése a megnövekedett perctérfogat következtében megemelkedett térfogattal magyarázható. A dobutamin közvetlenül hat, hatása független a szinaptikus katekolamin-koncentrációtól, nem hat a dopamin-receptoron, és ezért endogén noradrenalint sem szabadít fel, hatása sem függ a szívben lévő noradrenalin raktáraktól.
Csökkenti a sinuscsomó-visszatérési időt és az AV átvezetési időt. A dobutamin arrhythmiára való hajlam kialakulásához vezethet. Megszakítás nélküli, 72 óránál hosszabb ideig tartó folyamatos kezelés során toleranciára utaló jelenségeket figyeltek meg.
Átmenetileg csökkenti a thrombocyta aggregatiót. Alkalmazásakor az atrioventricularis ingerületvezetés gyorsulása figyelhető meg. Valamennyi inotrop szerhez hasonlóan a dobutamin növeli a myocardialis oxigénfelhasználást, ugyanakkor a koszorúserek vérátáramlásának fokozásával a szívizomzat oxigénellátása is javul, így általában nem okoz aránytalanságot a myocardialis oxigénkínálat és oxigénigény között. Akut myocardialis infarctus esetén olyan dózisban alkalmazva, ami szignifikáns inotrop hatással jár, de csak minimális szívfrekvencia növekedést okoz, az infarctus nagysága és a kamrai ritmuszavarok gyakorisága és súlyossága általában nem változik. A pulmonális érellenállás csökkenése és még a hypoventillatios alveolaris területen is javuló vérellátás (pulmonális "shunt"-képződés) következtében egyes esetekben relatíve csökkent oxigénkínálat alakulhat ki. A perctérfogat növekedése és az ezt követő coronaria-átáramlás növekedés rendszerint kompenzálják ezeket a hatásokat és a többi pozitív inotrop szerrel összehasonlítva kedvezőbb oxigénegyensúly jöhet létre.

## Klinikai felhasználás
Akut szívelégtelenség eseteinél: akut myocardialis infarctus, cardiogen shock, szívműtét utáni állapot, a szívizom kontraktilitásának gyógyszer okozta csökkenése (pl. béta-blokkolók túladagolása) következtében. 
Krónikus pangásos szívelégtelenség akut decompensatiója, átmeneti inotrop támogatás előrehaladott krónikus pangásos szívelégtelenségben a hagyományos szerek adása mellett. 
Sérülés, műtét, sepsis vagy hypovolaemia következtében kialakuló, pozitív inotrop kezelést igénylő heveny hypoperfúziós állapotok, a volumenpótlásra adott válasz nem kielégítő, és a kamrai töltőnyomás megemelkedett.
Pozitív végnyomásos gépi lélegeztetés során kialakuló alacsony perctérfogat syndroma. 
Fizikai terhelés helyettesítése a terheléses cardiológiai vizsgálatokban.
Szívelégtelenségben és a velejáró akut vagy krónikus myocardialis ischaemiában a dobutamint olyan adagban kell adni, hogy az ne váltson ki jelentős szívfrekevencia és/vagy vérnyomás növekedést, mivel egyébként, elsősorban a viszonylag jó kamrai működés mellett, nem zárható ki az ischaemia fokozódása, mert növeli a pulzusszámot és ezáltal növeli a myocardialis oxigénigényt.
A dobutamin nemfejt ki közvetlen hatást a dopaminerg receptorokon és így nem rendelkezik szelektiv renalis és splanchnicus értágító hatással, de a perctérfogat növelése és a nem-szelektív vasodilatatio eredményeként javíthatja a vese vérátáramlását, a glomeruláris filtrációt, a vizelet- és nátriumkiválasztást.

## Mellékhatások
Elsődleges mellékhatások közé tartozik, a magas vérnyomás, angina, arrhythmia, és tachycardia
Ezek a mellékhatások β-1 aktív szimpatomimetikumoknál gyakran tapasztalható.

## Gyógyszertan
A dobutamin egy közvetlenül a szívre ható szer, amelynek elsődlegesen a β 1-adrenerg receptorokat stimulálja, emiatt növekszik a kontraktilitás és a szív teljesítőképességét.
Mivel nem stimulálja a dopamin-receptorokat, ezért noradrenalin (egy másik α 1-agonista) nem szabadul fel, ezért a dobutamin kevésbé hajlamos, hogy magas vérnyomást okozzon, mint a dopamin.
A dobutamin elsősorban a β 1-adrenerg-agonista, gyenge β 2 tevékenységgel, és α 1 szelektív tevékenységét, annak ellenére, hogy a β 1 inotróp hatását használják klinikai céllal a kardiogén sokknál a kontraktilitás és a szív perctérfogat növelése.
A dobutamin királis molekula, két sztereoizomerje – (+) és (−) – van. A (+) izomer erős β1 α1-agonista és antagonista, míg a (−) izomer az α 1-agonista. A racém keverék teljesen β 1 agonista tevékenységért felelős. A (+)-dobutamin még enyhe β 2-agonista aktivitású, ami hasznos, értágító

## Készítmények
- DOBUTAMIN HEXAL
- DOBUTAMIN SOLVAY
- DOBUTREX OLDAT

## Fordítás
- Ez a szócikk részben vagy egészben  a   Dobutamine című angol Wikipédia-szócikk fordításán alapul.  Az eredeti cikk szerkesztőit annak laptörténete sorolja fel. Ez a jelzés csupán a megfogalmazás eredetét és a szerzői jogokat jelzi, nem szolgál a cikkben szereplő információk forrásmegjelöléseként.